# Eucyrtopogon diversipilosis
Eucyrtopogon diversipilosis är en tvåvingeart som beskrevs av Charles Howard Curran 1923. Eucyrtopogon diversipilosis ingår i släktet Eucyrtopogon och familjen rovflugor. Inga underarter finns listade i Catalogue of Life.